# ムーヴ・オン・アップ
「ムーヴ・オン・アップ」（Move On Up）は、アメリカ合衆国のR&Bミュージシャン、カーティス・メイフィールドが作詞・作曲し1970年のアルバム『カーティス』で発表した楽曲。1971年にはシングル・カットされた。
全英シングルチャートでは10週トップ100入りして最高12位を記録し、メイフィールドのソロ・シングルとしては唯一の全英トップ40入りを果たした。フランス盤シングルでは、タイトル曲がA面とB面に分割されていた。

## 他メディアでの使用例
「ムーヴ・オン・アップ」は、『アイダホ・ポテト・ライブ』（1974年）、『ハッピィブルー』（1996年）、『アタック・オブ・ザ・ジャイアント・ケーキ』（1999年）、『ベッカムに恋して』（2002年）、『俺たちダンクシューター』（2008年）、『マーガレットと素敵な何か』（2010年）、『バーバーショップ3 リニューアル!』（2016年）を含む多数の映画のサウンドトラックで使用された。日本では2022年現在、TOKYO MXで放送されているバラエティ番組「バラいろダンディ」のオープニング曲に使用されている。

## カヴァー、サンプリング
- デスティネーション（英語版） - 1979年にシングル発表。ビルボードダンスチャート1位[10]。
- フライング・リザーズ - 1980年にシングルA面曲として発表し[11]、1981年のアルバム『フォース・ウォール』にも収録された。
- ザ・ジャム - 12インチ・シングル「ビート・サレンダー（英語版）」（1982年）のB面曲として発表し[12]、1992年発売のコンピレーション・アルバム『エクストラズ』にも収録された。
- マーク・アイツェル（英語版） - カヴァー・アルバム『Music for Courage & Confidence』（2002年）に収録[13]。
- カニエ・ウェスト - 2005年の楽曲「タッチ・ザ・スカイ」で本作のサンプリングを使用した[14]。
- アンジェリーク・キジョー - アルバム『オヨ』（2010年）に、ボノとジョン・レジェンドをゲストに迎えたカヴァーを収録[15]。